# Secrétaire de cabinet pour les Affaires rurales
Pour les articles homonymes, voir Ministre des Affaires rurales.
Au pays de Galles, la qualité de secrétaire de cabinet pour les Affaires rurales (Cabinet Secretary for Rural Affairs en anglais et Ysgrifennydd y Cabinet dros Faterion Gwledig en gallois) est une charge attribuée au membre du Gouvernement gallois responsable des politiques liées à l’alimentation, au développement rural, à la pêche et à la ruralité. En tant que membre de premier rang de la structure exécutive, son titulaire siège ex officio au sein du cabinet, l’organe de décision ultime du gouvernement.
Introduite par Alun Michael sous le rang de secrétaire (Secretary en anglais et Ysgrifennydd en gallois) en 1999, la charge est conjuguée avec la position de ministre (Minister en anglais et Gweinidog en gallois) à partir de 2000. Elle prend l’appellation ministérielle de secrétaire de cabinet (Cabinet Secretary en anglais et Ysgrifennydd y Cabinet en gallois) entre 2016 et 2018 et à partir de 2024. Brièvement supprimée entre 2011 et 2013, la fonction est généralement couplée à d’autres portefeuilles ministériels, notamment entre 2003 et 2007 et depuis 2013. Un poste délégué, initialement établi par Rhodri Morgan entre 2000 et 2003, est réintroduit entre 2011 et 2013 et entre 2014 et 2016 par son successeur Carwyn Jones.
Huw Irranca-Davies est le secrétaire de cabinet pour les Affaires rurales depuis le 21 mars 2024, sous le gouvernement de Vaughan Gething. Il est également responsable du Changement climatique.

## Histoire

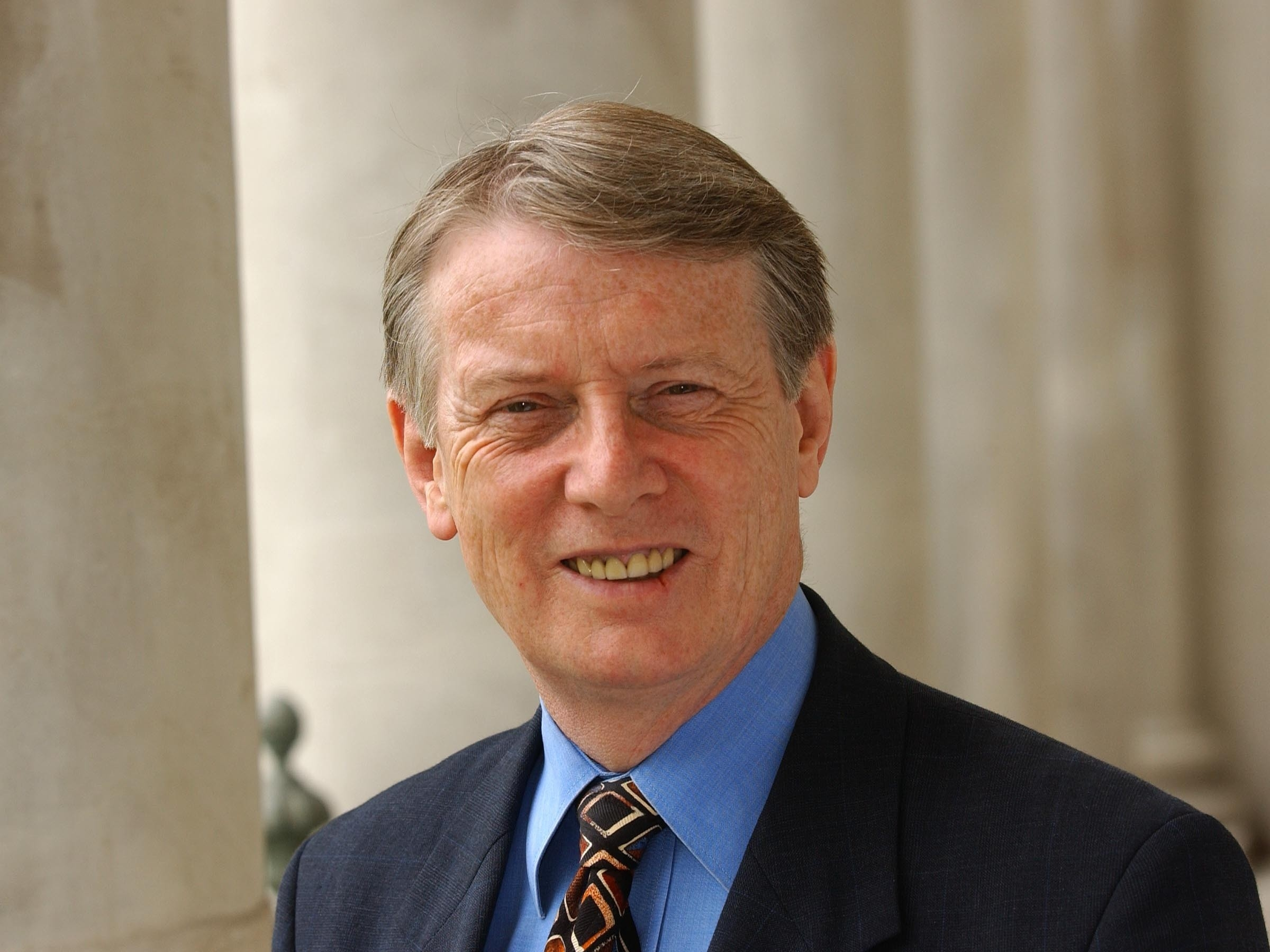
Alun Michael, premier secrétaire de 1999 à 2000 et créateur de la charge.

Un poste de secrétaire pour l’Agriculture et l’Économie rurale est érigé par le premier secrétaire Alun Michael le 12 mai 1999, jour de sa nomination à la tête du « cabinet de l’Assemblée », le comité exécutif de l’assemblée nationale du pays de Galles. Au 22 février 2000, son intitulé est modifié en secrétaire pour l’Agriculture et le Développement rural par son successeur Rhodri Morgan, qui, le lendemain, introduit un poste secondaire en faveur d’un vice-secrétaire chargé des thématiques de l’agriculture, l’environnement et le gouvernement local. Quelques mois plus tard, au moment de la formation d’un cabinet de partenariat avec les démocrates libéraux, la fonction principale prend rang de ministre et l’appellation des Affaires rurales selon la volonté de Rhodri Morgan, qui s’attribue désormais le titre de premier ministre (First Minister en anglais et Prif Weinidog en gallois). Tandis que la dignité du titulaire de la charge déléguée est élevée à celle de  vice-ministre, ses portefeuilles englobent les affaires rurales, la culture et l’environnement le lendemain de la formation du nouveau cabinet, le 17 octobre,,,.

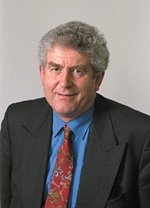
Rhodri Morgan érige un poste délégué à la formation de son premier cabinet en 2000.

Le 26 février 2002, à la suite d’un remaniement de postes opéré par Rhodri Morgan au sein du cabinet, le ministre pour les Affaires rurales Carwyn Jones est promu responsable des Affaires à la chambre. Cependant, au retour en fonction de Mike German au sein de l’exécutif, quelques semaines après cette redistribution des rôles ministériels, le premier ministre décide de lui conférer la fonction de ministre pour les Affaires rurales et le Pays de Galles à l’étranger le 18 juin suivant en plus de celle de vice-premier ministre, déjà réattribuée le 13. À la mandature suivante, Rhodri Morgan forme le 8 mai 2003 un cabinet minoritaire exclusivement travailliste dans lequel il nomme un ministre pour l’Environnement, l’Aménagement et la Campagne, cette fois-ci sans aucun vice-ministre sous sa tutelle,,,,.
Sous la IIIe Assemblée galloise, Rhodri Morgan, tardivement reconduit en tant que premier ministre, est à la tête d’un groupe travailliste minoritaire à 5 voix près à la chambre, si bien que le gouvernement qu’il nomme le 31 mai 2007 est envisagé comme transitoire. Il confie à une membre de l’Assemblée de son camp politique le portefeuille de l’agriculture sous le nouvel intitulé de ministre pour la Durabilité et le Développement rural. Une fois l’accord de coalition conclu entre le Parti travailliste gallois et Plaid Cymru, le premier ministre désigne le chef des nationalistes Ieuan Wyn Jones en tant que vice-premier ministre, et, le 19 juillet 2007, il forme un gouvernement dans lequel deux autres figures issues de Plaid sont intégrées à l’exécutif. Avec rang de ministre, la nationaliste Elin Jones reçoit ainsi la thématique des affaires rurales à la suite de cette alliance, sans aucun ministre de niveau inférieur sous sa direction. Successeur de Rhodri Morgan à la tête des travaillistes et en tant que premier ministre, Carwyn Jones conserve le statut et l’intitulé du portefeuille des affaires rurales au moment de la constitution de son équipe gouvernementale le 10 décembre 2009,,,.

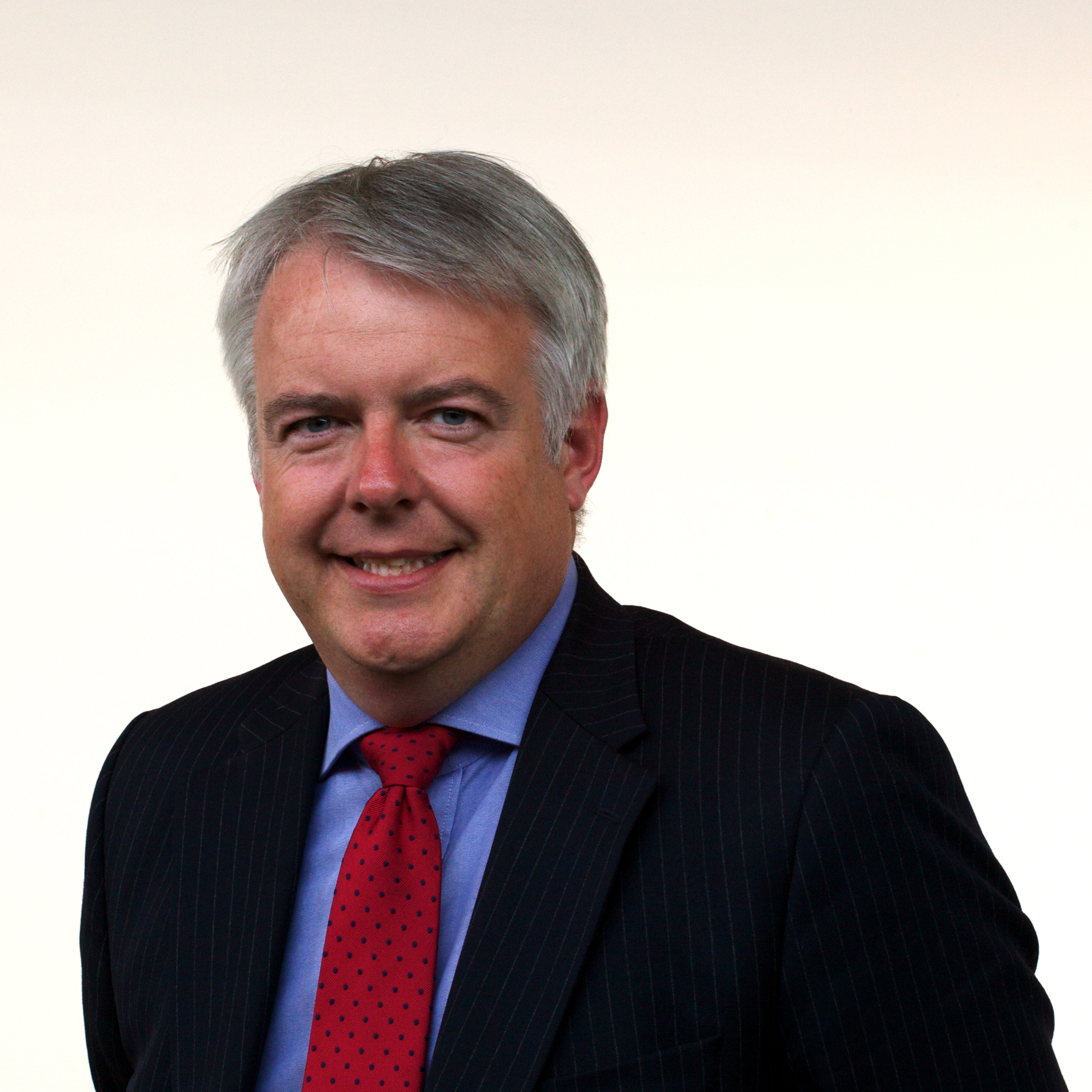
L’ancien titulaire de la fonction Carwyn Jones attribue en 2016 la dignité de secrétaire de cabinet au membre du gouvernement chargé des affaires rurales.

Ayant préalablement obtenu la moitié des sièges dans la législature à la suite des élections générales du 5 mai 2011, le premier ministre sortant est réélu dans sa responsabilité de chef de gouvernement le 11 mai 2011, au début de la quatrième mandature. Le surlendemain, Carwyn Jones compose un gouvernement unicolore dans lequel le poste de ministre pour les Affaires rurales disparaît du cabinet, mais, un grand nombre de politiques sont reprises par un membre secondaire de l’exécutif titré vice-ministre pour l’Agriculture, l’Alimentation, la Pêche et les Programmes européens, et placé sous la tutelle de la ministre pour les Affaires, l’Entreprise, la Technologie et les Sciences. Au cours du cycle parlementaire, la thématique de la ruralité réapparaît au sein du cabinet sous la nouvelle appellation de ministre pour les Ressources naturelles et l’Alimentation à la suite du remaniement des postes gouvernementaux réalisé le 13 mars 2013. Le poste délégué, qui est aboli lors de cette réorganisation ministérielle, est de nouveau introduit dans la structure exécutive à la suite du renvoi du ministre le 8 juillet 2014, sous les portefeuilles de l’agriculture et de la pêche. Alors que le poste de plein exercice est simplifié en ministre pour les Ressources naturelles, la fonction secondaire fait ultérieurement l’objet d’un changement d’appellation — en vice-ministre pour l’Agriculture et l’Alimentation — après un autre renouvellement de l’équipe gouvernementale, le 11 septembre 2014,,,,.
À l’entrée en fonction de la Ve législature, le premier ministre Carwyn Jones dirige toujours un groupe travailliste minoritaire si bien qu’il est contraint de s’allier à Kirsty Williams, la dernière démocrate libérale siégeant à l’Assemblée galloise, et de conclure un accord de soutien avec Plaid Cymru pour être reconduit dans sa position. Une fois ces agréments obtenus, il est réélu chef de gouvernement le 18 mai 2016 et constitue le lendemain son équipe ministérielle. Sont apportés différents changements de dignités au sein du gouvernement : tandis que les membres supérieurs prennent le rang de « secrétaires de cabinet » (Cabinet Secretaries en anglais et Ysgrifenyddion y Cabinet en gallois), les personnalités secondaires de l’exécutif deviennent des « ministres » (Ministers en anglais et Gweinidogion en gallois). Aussi, le responsable des politiques agricoles dispose désormais des portefeuilles de l’environnement et des affaires rurales et siège au cabinet. En revanche, aucun poste délégué n’est placé sous son autorité. L’appellation de la fonction est altérée en secrétaire de cabinet pour l’Énergie, l’Aménagement et les Affaires rurales lors d’un remodelage du gouvernement effectué le 3 novembre 2017, date à partir de laquelle l’exécutif se transforme en structure majoritaire à la chambre grâce à la collaboration du baron Elis-Thomas,,,.
Élu chef du Parti travailliste gallois le 6 décembre 2018, Mark Drakeford succède à Carwyn Jones le 12 décembre suivant dans la fonction de premier ministre. Assuré du soutien des deux élus non-inscrits composant la précédente équipe gouvernementale, il forme le lendemain un exécutif majoritaire dans lequel l’ancienne hiérarchie ministérielle est rétablie, avec des membres du cabinet dotés de la dignité de ministre et des personnalités de rang secondaire titrés vice-ministres. À l’occasion de l’institution du gouvernement, l’appellation du membre chargé des politiques agricoles est modifiée en ministre pour l’Environnement, l’Énergie et les Affaires rurales. Sous le VIe Senedd, Mark Drakeford, reconduit chef du gouvernement, nomme le 13 mai 2021 une nouvelle structure exécutive dans laquelle les portefeuilles des affaires rurales et du nord du pays de Galles sont attribués à une même ministre, également titrée trefnydd, c’est-à-dire responsable des affaires parlementaires,,,.
Nommé premier ministre la veille, Vaughan Gething, successeur de Mark Drakeford, forme un gouvernement le 21 mars 2024. Rétablissant la hiérarchie ministérielle en vigueur entre 2016 et 2018, il charge un secrétaire de cabinet des portefeuilles du changement climatique et des affaires rurales.

## Rôle
Les fonctions de la ministre sont :
- la gestion du programme de développement rural ;
- la mise en forme de la politique agricole d’avenir et le paiement direct des agriculteurs ;
- le développement des secteurs agricole et agro-alimentaire ;
- la gestion de la santé et du bien-être des animaux ;
- la supervision du plan d’éradication de la tuberculose bovine ;
- la mise en œuvre de politiques sur le bétail, l’insémination artificielle, la volaille, les animaux de compagnie, les équidés et les abeilles ;
- l’identification et de déplacement du bétail ;
- l’enregistrement de la détention ;
- la gestion de la pêche continentale, côtière et maritime ;
- la surveillance des prix des récoltes (avec possibilité d’exiger des informations sur ce sujet) ;
- la gestion du jardin botanique national du pays de Galles.

En tant que « ministre gallois », le titulaire de la charge dispose d’un salaire annuel de 109 308 £ pour l’année 2023-2024, se décomposant d’une indemnité de base de 69 958 £ et d’une autre, additionnelle, de 39 350 £, liée spécifiquement à la fonction.

## Variations des intitulés ministériels
| Poste de plein exercice | Poste délégué | Période     | Exécutif                   |
| --- | --- | ----------- | -------------------------- |
| Secrétaire pour l’Agriculture et l’Économie rurale Secretary for Agriculture and the Rural Economy Ysgrifennydd dros Amaethyddiaeth a’r Economi Wledig                                                                                | Qualité non attribuée | 1999-2000   | Cabinet Michael            |
| Secrétaire pour l’Agriculture et le Développement rural Secretary for Agriculture and Rural Development Ysgrifennydd dros Amaethyddiaeth a Datblygu Gwledig                                                                           | Vice-secrétaire pour l’Agriculture, le Gouvernement local et l’Environnement Deputy Secretary for Agriculture, Local Government and Environment Dirprwy Ysgrifenydd dros Amaethyddiaeth, Llywodraeth Leol a’r Amgylchedd                         | 2000        | Cabinet Morgan (1)         |
| Ministre pour les Affaires rurales Minister for Rural Affairs Gweinidog dros Faterion Gwledig | Vice-ministre pour les Affaires rurales, la Culture et l’Environnement Deputy Minister for Rural Affairs, Culture and Environment Dirprwy Weinidog dros Faterion Gwledig, Diwylliant a’r Amgylchedd                                              | 2000-2002   | Cabinet Morgan (2)         |
| Ministre pour les Affaires rurales et responsable des Affaires Minister for Rural Affairs and Business Manager Gweinidog dros Faterion Gwledig a’r Trefnydd                                                                           | Vice-ministre pour les Affaires rurales, la Culture et l’Environnement Deputy Minister for Rural Affairs, Culture and Environment Dirprwy Weinidog dros Faterion Gwledig, Diwylliant a’r Amgylchedd                                              | 2002        | Cabinet Morgan (2)         |
| Vice-premier ministre, ministre pour les Affaires rurales et le Pays de Galles à l’étranger Deputy First Minister, Minister for Rural Affairs and Wales Abroad Dirprwy Brif Weinidog, Gweinidog dros Faterion Gwledig a Chymru Dramor | Vice-ministre pour les Affaires rurales, la Culture et l’Environnement Deputy Minister for Rural Affairs, Culture and Environment Dirprwy Weinidog dros Faterion Gwledig, Diwylliant a’r Amgylchedd                                              | 2002-2003   | Cabinet Morgan (2)         |
| Ministre pour l’Environnement, l’Aménagement et la Campagne Minister for Environment, Planning and Countryside Gweinidog dros yr Amgylchedd, Cynllunio a Chefn Gwlad                                                                  | Qualité non attribuée | 2003-2007   | Cabinet Morgan (3)         |
| Ministre pour la Durabilité et le Développement rural Minister for Sustainability and Rural Development Gweinidog dros Gynaliadwyedd a Datblygu Gwledig                                                                               | Qualité non attribuée | 2007        | Gouvernement Morgan (1)    |
| Ministre pour les Affaires rurales Minister for Rural Affairs Gweinidog dros Faterion Gwledig | Qualité non attribuée | 2007-2009   | Gouvernement Morgan (2)    |
| Ministre pour les Affaires rurales Minister for Rural Affairs Gweinidog dros Faterion Gwledig | Qualité non attribuée | 2009-2011   | Gouvernement Jones (1)     |
| Qualité non attribuée | Vice-ministre pour l’Agriculture, l’Alimentation, la Pêche et les Programmes européens Deputy Minister for Agriculture, Food, Fisheries and European programmes Dirprwy Weinidog dros Amaethyddiaeth, Bwyd a Physgodfeydd a Rhaglenni Ewropeaidd | 2011-2013   | Gouvernement Jones (2)     |
| Ministre pour les Ressources naturelles et l’Alimentation Minister for Natural Resources and Food Gweinidog dros Cyfoeth Naturiol a Bwyd                                                                                              | Qualité non attribuée | 2013-2014   | Gouvernement Jones (2)     |
| Qualité non attribuée | Vice-ministre pour l’Agriculture et la Pêche Deputy Minister for Agriculture and Fisheries Dirprwy Weinidog dros Amaethyddiaeth a Physgodfeydd                                                                                                   | 2014        | Gouvernement Jones (2)     |
| Ministre pour les Ressources naturelles Minister for Natural Resources Gweinidog dros Cyfoeth Naturiol | Vice-ministre pour l’Agriculture et l’Alimentation Deputy Minister for Farming and Food Dirprwy Weinidog dros Ffermio a Bwyd | 2014-2016   | Gouvernement Jones (2)     |
| Secrétaire de cabinet pour l’Environnement et les Affaires rurales Cabinet Secretary for Environment and Rural Affairs Ysgrifennydd y Cabinet dros yr Amgylchedd a Materion Gwledig                                                   | Qualité non attribuée | 2016-2017   | Gouvernement Jones (3)     |
| Secrétaire de cabinet pour l’Énergie, l’Aménagement et les Affaires rurales Cabinet Secretary for Energy, Planning and Rural Affairs Ysgrifennydd y Cabinet dros Ynni, Cynllunio a Materion Gwledig                                   | Qualité non attribuée | 2017-2018   | Gouvernement Jones (3)     |
| Ministre pour l’Environnement, l’Énergie et les Affaires rurales Minister for Environment, Energy and Rural Affairs Gweinidog dros yr Amgylchedd, Ynni a Materion Gwledig                                                             | Qualité non attribuée | 2018-2021   | Gouvernement Drakeford (1) |
| Ministre pour les Affaires rurales et le Nord du pays de Galles, et trefnydd Minister for Rural Affairs and North Wales, and Trefnydd Gweinidog dros Materion Gwledig a Gogledd Cymru, a’r Trefnydd                                   | Qualité non attribuée | 2021-2024   | Gouvernement Drakeford (2) |
| Secrétaire de cabinet pour le Changement climatique et les Affaires rurales Cabinet Secretary for Climate Change and Rural Affairs Ysgrifennydd y Cabinet dros Newid Hinsawdd a Materion Gwledig                                      | Qualité non attribuée | Depuis 2024 | Gouvernement Gething       |

## Liste des titulaires

### Poste de plein exercice
| Titulaire                                                        | Groupe                                                     | Groupe              | Mandat | Direction | Qualité |
| ---------------------------------------------------------------- | ---------------------------------------------------------- | ------------------- | --- | --- | --- |
| Christine Gwyther (en)                                           |                                                            | Parti travailliste  | 12 mai 1999 — 23 juillet 2000 (1 an, 2 mois et 10 jours) | Alun Michael | Membre de l’Assemblée (1999-2007), élue dans la circonscription de Carmarthen West and South Pembrokeshire                                                                      |
| Christine Gwyther (en)                                           | Rhodri Morgan                                              | Parti travailliste  | 12 mai 1999 — 23 juillet 2000 (1 an, 2 mois et 10 jours) | | Membre de l’Assemblée (1999-2007), élue dans la circonscription de Carmarthen West and South Pembrokeshire                                                                      |
| Carwyn Jones                                                     | 23 juillet 2000 — 18 juin 2002 (1 an, 10 mois et 26 jours) | Parti travailliste  | Membre de l’Assemblée puis du Senedd (1999-2021), élu dans la circonscription de Bridgend Responsable des Affaires (2002-2003) | | |
| Mike German                                                      |                                                            | Démocrates libéraux | 18 juin 2002 — 7 mai 2003 (10 mois et 19 jours) | Membre de l’Assemblée (1999-2010), élu dans la région électorale de South Wales East Vice-premier ministre (2002-2003) Ministre pour le Pays de Galles à l’étranger (2002-2003)                                                                     | |
| Carwyn Jones                                                     |                                                            | Parti travailliste  | 8 mai 2003 — 25 mai 2007 (4 ans et 17 jours) | Membre de l’Assemblée puis du Senedd (1999-2021), élu dans la circonscription de Bridgend Ministre pour l’Environnement l’Aménagement (2003-2007)                                                                                                   | |
| Jane Davidson (en)                                               | 31 mai — 19 juillet 2007 (1 mois et 18 jours)              | Parti travailliste  | Membre de l’Assemblée (1999-2011) élue dans la circonscription de Pontypridd | | |
| Elin Jones                                                       |                                                            | Plaid               | 19 juillet 2007 — 11 mai 2011 (3 ans, 9 mois et 22 jours) | Membre de l’Assemblée puis du Senedd (depuis 1999), élue dans la circonscription de Ceredigion Commissaire de l’Assemblée (2007) | |
| Elin Jones                                                       | Carwyn Jones                                               | Plaid               | 19 juillet 2007 — 11 mai 2011 (3 ans, 9 mois et 22 jours) | Membre de l’Assemblée puis du Senedd (depuis 1999), élue dans la circonscription de Ceredigion Commissaire de l’Assemblée (2007) | |
| Qualité non attribuée entre le 13 mai 2011 et le 13 mars 2013    |                                                            |                     | | | |
| Alun Davies (en)                                                 |                                                            | Parti travailliste  | 13 mars 2013 — 8 juillet 2014 (1 an, 3 mois et 25 jours) | Carwyn Jones | Membre de l’Assemblée puis du Senedd (depuis 2007), élu dans la région électorale de Mid and West Wales (2007-2011) puis dans la circonscription de Blaenau Gwent (depuis 2011) |
| Qualité non attribuée entre le 8 juillet et le 11 septembre 2014 |                                                            |                     | | | |
| Carl Sargeant                                                    |                                                            | Parti travailliste  | 11 septembre 2014 — 18 mai 2016 (1 an, 8 mois et 7 jours) | Carwyn Jones | Membre de l’Assemblée (2003-2017), élu dans la circonscription d’Alyn and Deeside                                                                                               |
| Lesley Griffiths (en)                                            | 19 mai 2016 — 20 mars 2024 (7 ans, 10 mois et 1 jour)      | Parti travailliste  | Membre de l’Assemblée puis du Senedd (depuis 2007), élue dans la circonscription de Wrexham Secrétaire de cabinet pour l’Environnement (2016-2017) Secrétaire de cabinet pour l’Énergie et l’Aménagement (2017-2018) Ministre pour l’Environnement et l’Énergie (2018-2021) Ministre pour le Nord du pays de Galles (2021-2024) Trefnydd (2021-2024) | Carwyn Jones | |
| Lesley Griffiths (en)                                            | 19 mai 2016 — 20 mars 2024 (7 ans, 10 mois et 1 jour)      | Parti travailliste  | Membre de l’Assemblée puis du Senedd (depuis 2007), élue dans la circonscription de Wrexham Secrétaire de cabinet pour l’Environnement (2016-2017) Secrétaire de cabinet pour l’Énergie et l’Aménagement (2017-2018) Ministre pour l’Environnement et l’Énergie (2018-2021) Ministre pour le Nord du pays de Galles (2021-2024) Trefnydd (2021-2024) | Mark Drakeford | |
| Huw Irranca-Davies                                               | En fonction depuis le 21 mars 2024 (11 mois et 21 jours)   | Parti travailliste  | Vaughan Gething | Membre de l’Assemblée puis du Senedd (depuis 2016), élu dans la circonscription d’Ogmore Président du comité de la législation, de la justice et de la constitution (depuis 2021) Secrétaire de cabinet pour le Changement climatique (depuis 2024) | |

Galerie des titulaires du poste
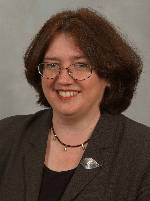
Christine Gwyther (1999-2000)
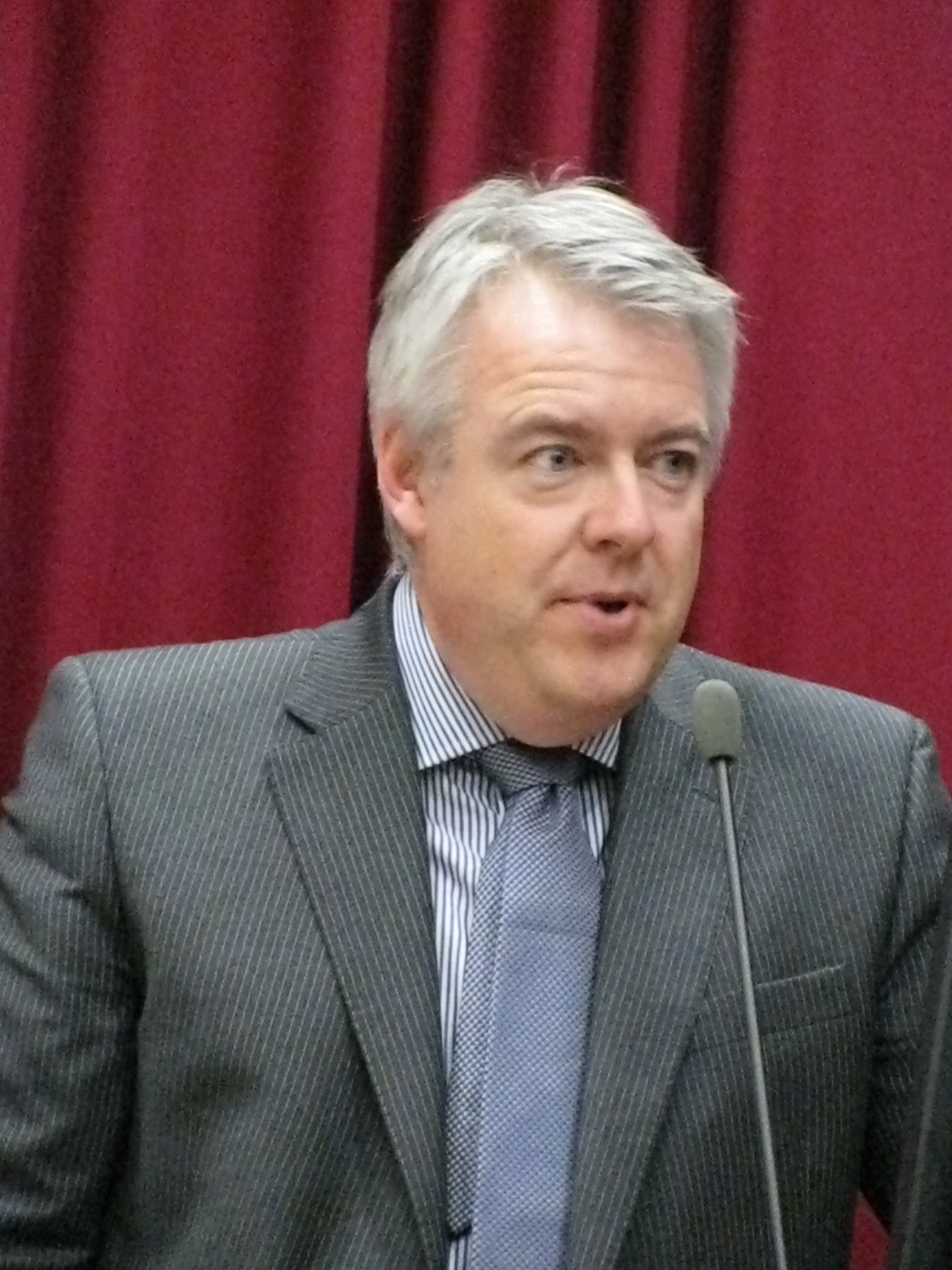
Carwyn Jones (de 2000 à 2002 et de 2003 à 2007)
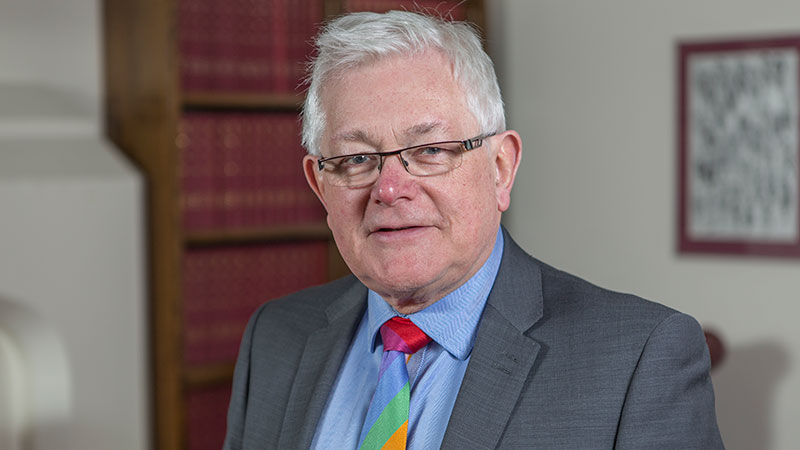
Mike German (2002-2003)
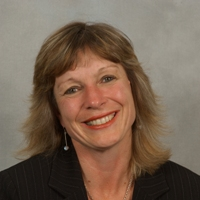
Jane Davidson (2007)
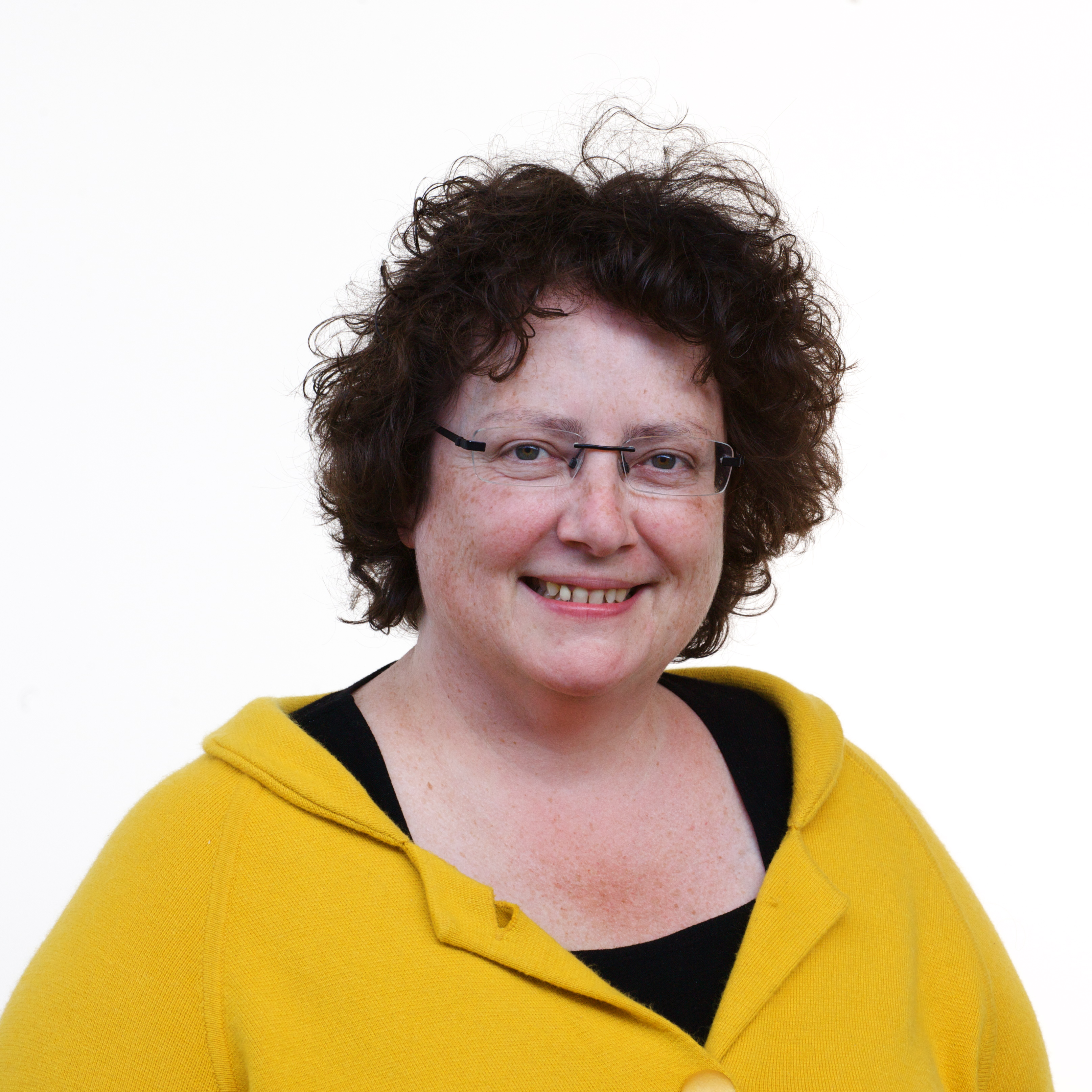
Elin Jones (2007-2011)
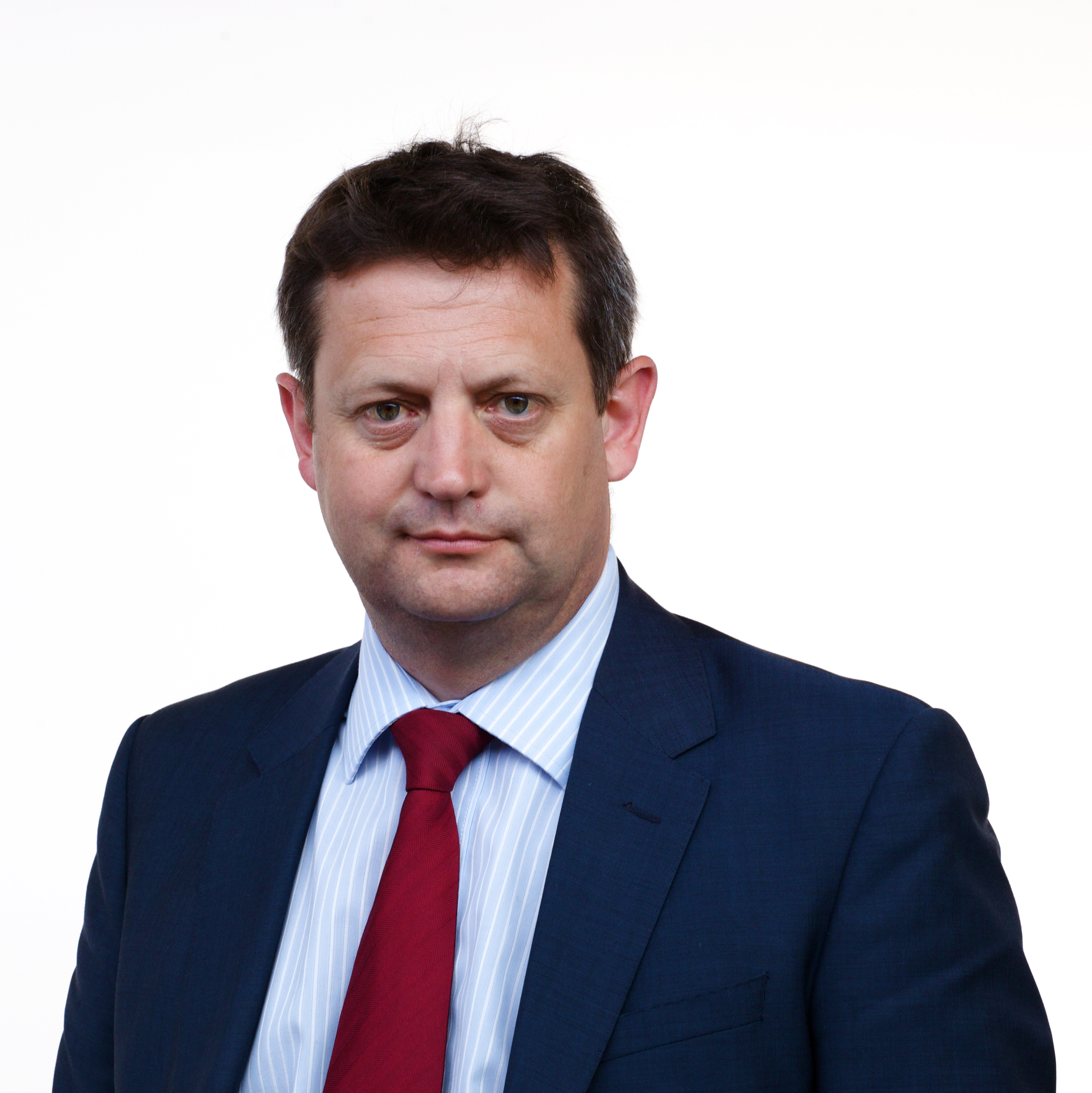
Alun Davies (2013-2014)
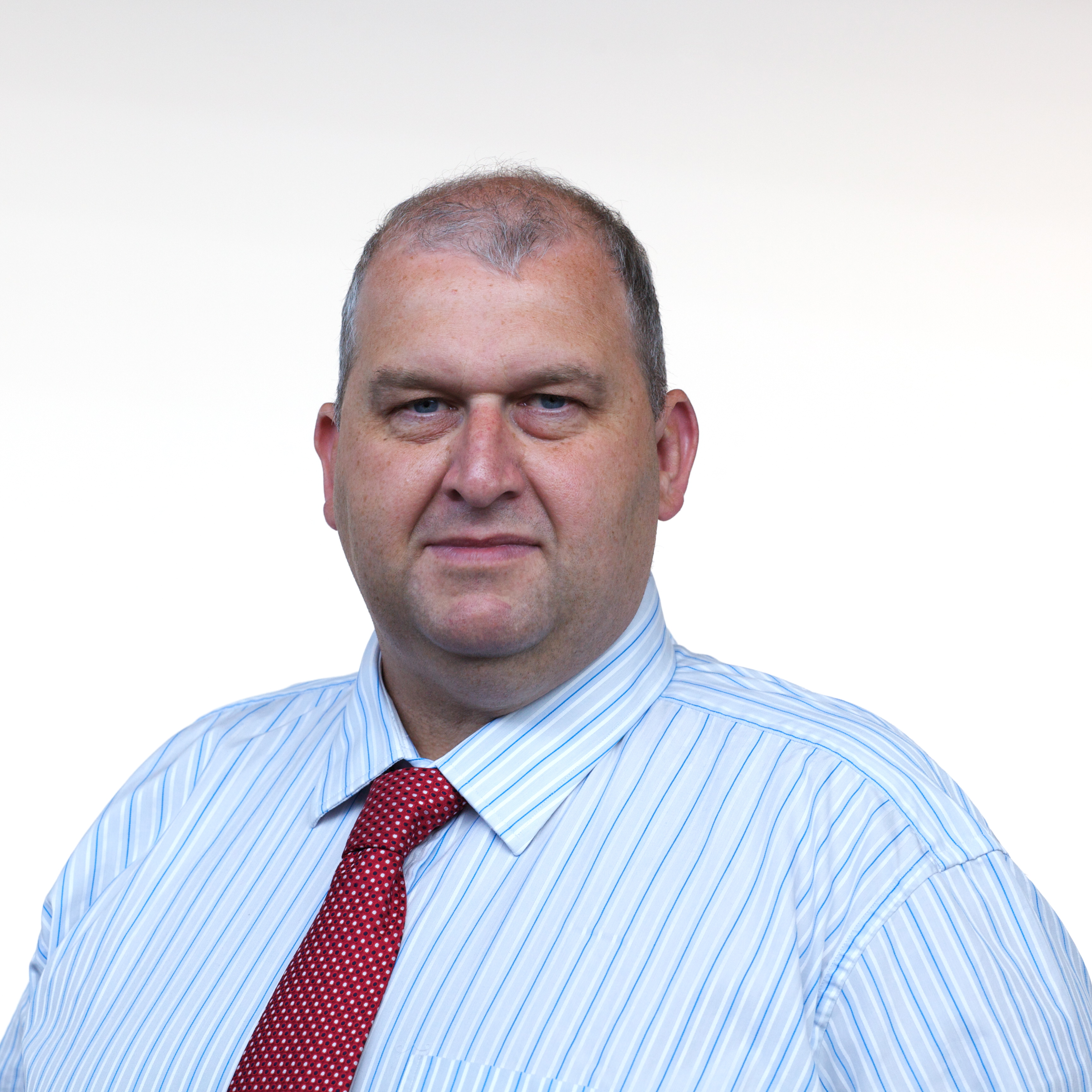
Carl Sargeant (2014-2016)
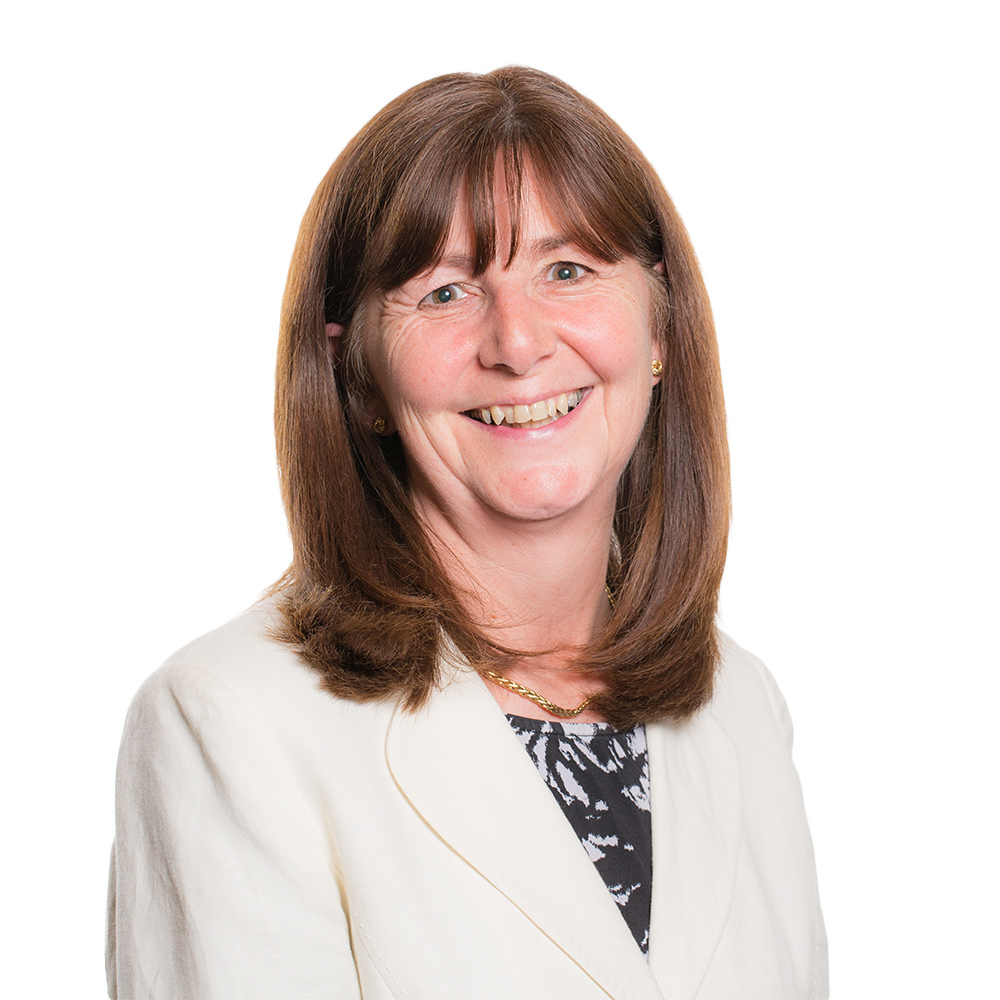
Lesley Griffiths (2016-2024)
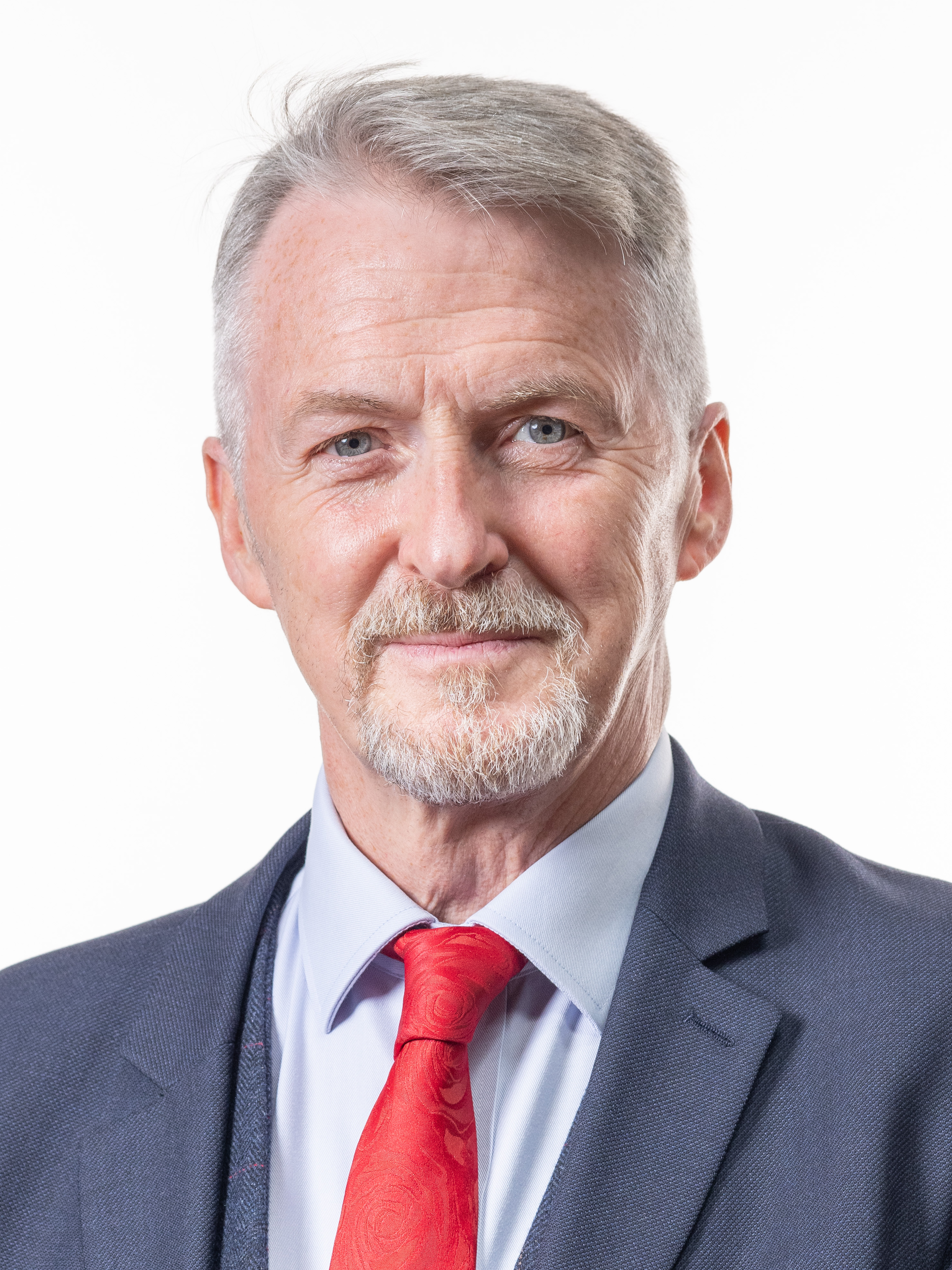
Huw Irranca-Davies (depuis 2024)

### Poste délégué
| Titulaire                                                        | Groupe                                                   | Groupe             | Mandat                                                   | Direction | Direction     | Qualité |
| Titulaire                                                        | Groupe                                                   | Groupe             | Mandat                                                   | Tutelle | Chef          | Qualité |
| ---------------------------------------------------------------- | -------------------------------------------------------- | ------------------ | -------------------------------------------------------- | --- | ------------- | --- |
| Carwyn Jones                                                     |                                                          | Parti travailliste | 23 février — 23 juillet 2000 (5 mois)                    | Christine Gwyther (en) | Rhodri Morgan | Membre de l’Assemblée puis du Senedd (1999-2021), élu dans la circonscription de Bridgend Vice-secrétaire pour le Gouvernement local et l’Environnement (2000)                                                                          |
| Delyth Evans (en)                                                | 24 juillet 2000 — 7 mai 2003 (2 ans, 9 mois et 13 jours) | Parti travailliste | Carwyn Jones                                             | Membre de l’Assemblée (2000-2003), cooptée dans la région électorale de Mid and West Wales Vice-secrétaire pour le Gouvernement local et l’Environnement (2000) Vice-ministre pour la Culture et l’Environnement (2000-2003) | Rhodri Morgan | |
| Qualité non attribuée entre le 8 mai 2003 et le 13 mai 2011      |                                                          |                    |                                                          | |               | |
| Alun Davies (en)                                                 |                                                          | Parti travailliste | 13 mai 2011 — 13 mars 2013 (1 an et 10 mois)             | Edwina Hart (en) | Carwyn Jones  | Membre de l’Assemblée puis du Senedd (depuis 2007), élu dans la région électorale de Mid and West Wales (2007-2011) puis dans la circonscription de Blaenau Gwent (depuis 2011) Vice-ministre pour les Programmes européens (2011-2013) |
| Qualité non attribuée entre le 13 mars 2013 et le 8 juillet 2014 |                                                          |                    |                                                          | |               | |
| Rebecca Evans (en)                                               |                                                          | Parti travailliste | 8 juillet 2014 — 18 mai 2016 (1 an, 10 mois et 10 jours) | Carl Sargeant | Carwyn Jones  | Membre de l’Assemblée puis du Senedd (depuis 2011), élue dans la région électorale de Mid and West Wales (2011-2016) puis dans la circonscription de Gower (depuis 2016)                                                                |
| Qualité non attribuée depuis le 19 mai 2016                      |                                                          |                    |                                                          | |               | |

Galerie des titulaires du poste délégué
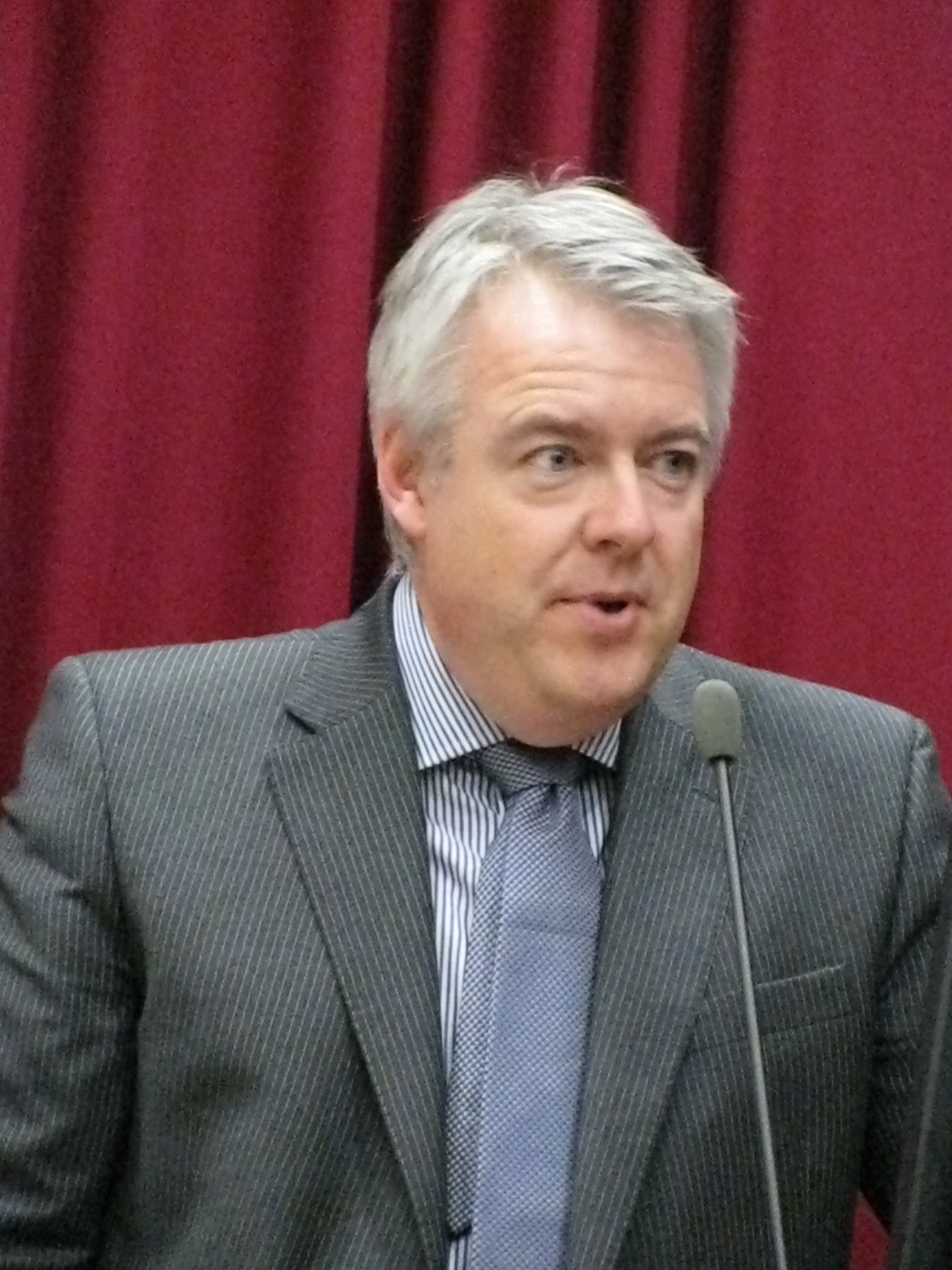
Carwyn Jones (2000)
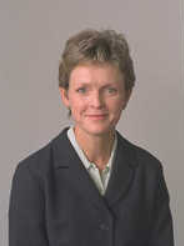
Delyth Evans (2000-2003)
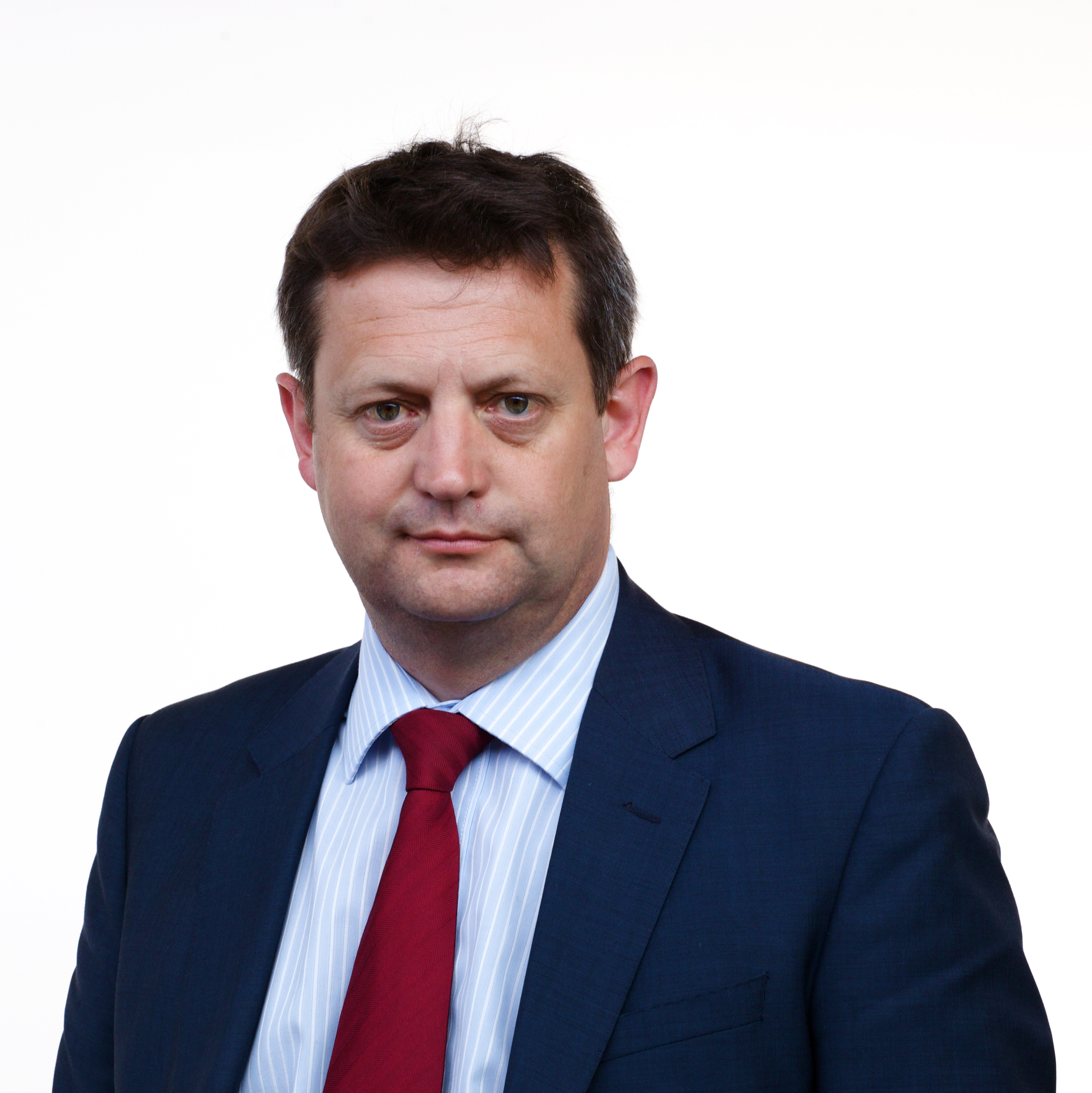
Alun Davies (2011-2013)
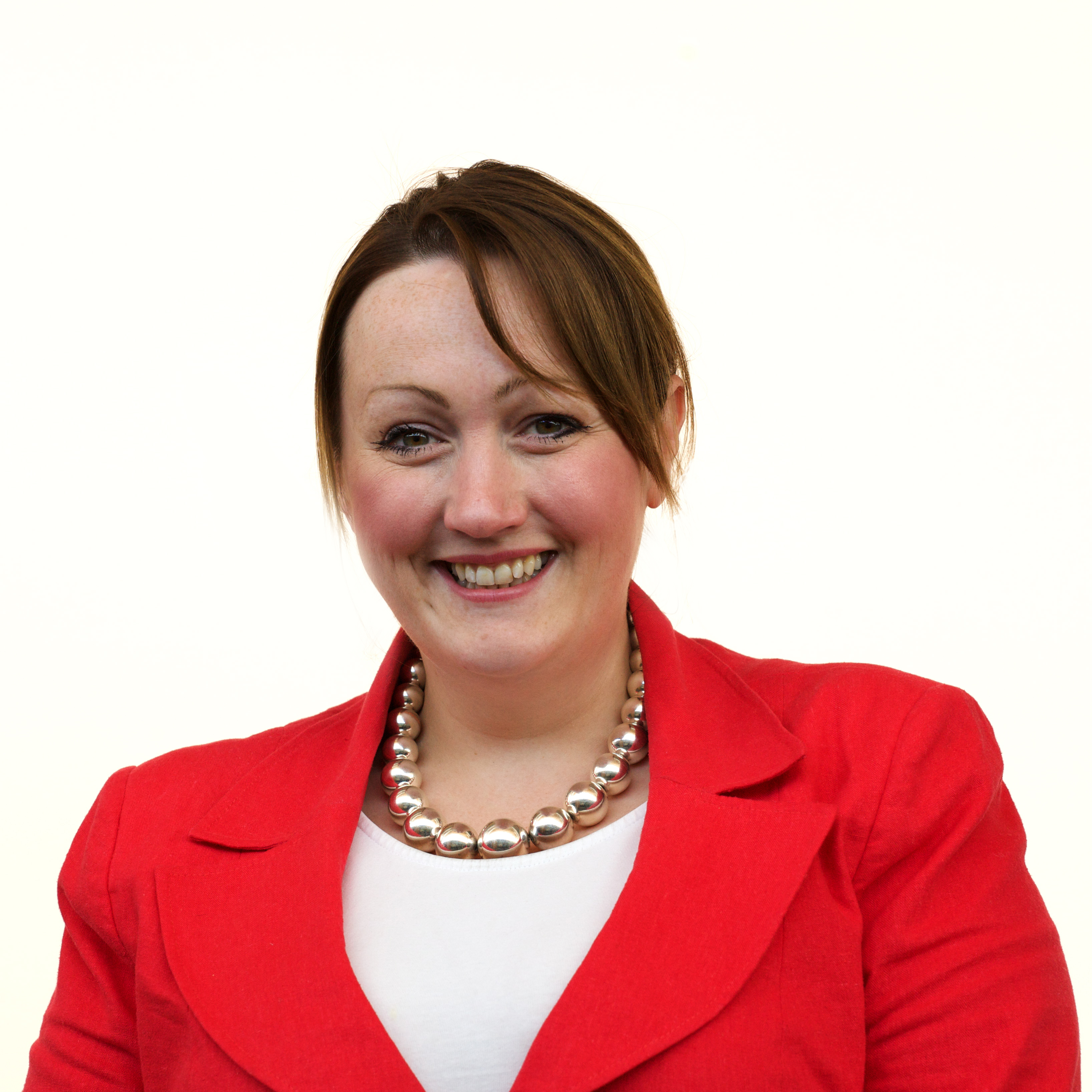
Rebecca Evans (2014-2016)